# Erysimum gypsaceum
Erysimum gypsaceum là một loài thực vật có hoa trong họ Cải. Loài này được Botch. & Vved. mô tả khoa học đầu tiên năm 1941.